# John Bruton
John Gerard Bruton (in irlandese: Seán de Briotún) (Dunboyne, 18 maggio 1947 – Dublino, 6 febbraio 2024) è stato un politico e diplomatico irlandese, Taoiseach dal 15 dicembre 1994 al 26 giugno 1997. Fu anche ambasciatore dell'Unione europea negli Stati Uniti d'America.

## Formazione
Si laureò presso la scuola gesuita Clongowes Wood College, studiò poi economia all'University College di Dublino e giurisprudenza al King's Inns, ottenendo nel 1970 il titolo di barrister (un avvocato rappresentante il cliente in tribunale). Fu coinvolto in attività politiche sotto Fine Gael, a cui si unì nel 1965.

## Carriera politica
Nel 1969 fu eletto a Dáil Éireann per la prima volta. Fu rieletto con successo alle elezioni del 1973, 1977, 1981, del 1982, novembre 1982, 1987, 1989, 1992, 1997 e 2002, ricoprendo l'incarico di Teacht Dal nella camera bassa del Parlamento irlandese.
Negli anni 1973-1977 fu segretario parlamentare. Dal giugno 1981 al marzo 1982 fu ministro delle finanze mentre dal dicembre 1982 al dicembre 1983 fu ministro dell'industria e dell'energia, poi in seguito ministro dell'industria, del commercio e del turismo (fino al febbraio 1986), ministro delle finanze (fino a gennaio 1987) e ministro dei servizi pubblici (fino al marzo 1987). Nel 1990 divenne il nuovo presidente di Fine Gael.

### Taoiseach

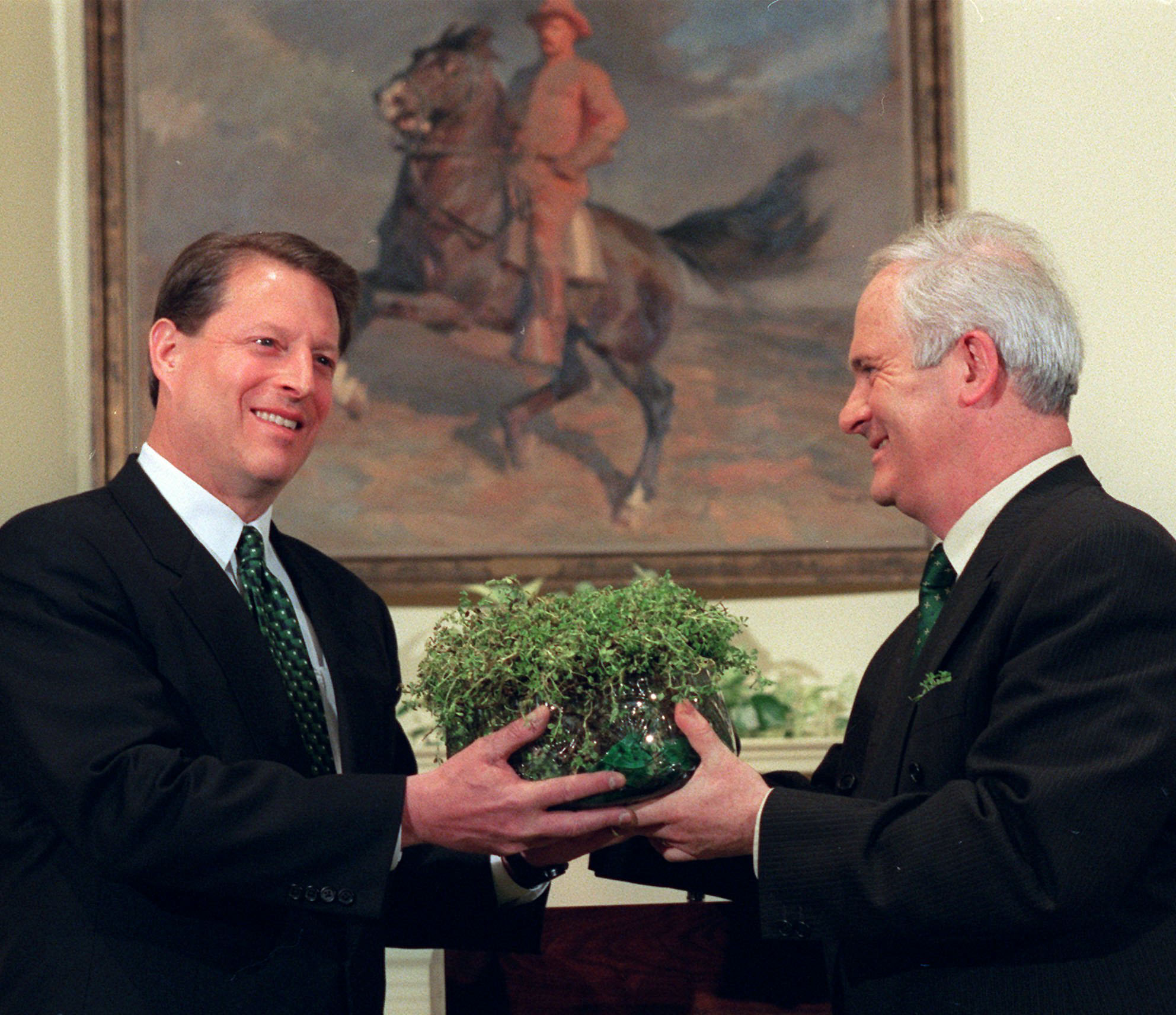
John Bruton insieme al vicepresidente degli Stati Uniti Al Gore alla Casa Bianca, 17 marzo 1997

Dopo le elezioni del 1992, il suo partito si ritrovò all'opposizione. Tuttavia, quando nel 1994 si verificò una spaccatura nella coalizione di governo di Laburisti e Fianna Fáil, John Bruton si schierò a capo del nuovo gabinetto creato da FG, Partito Laburista e Sinistra Democratica. Ricoprì questo incarico dal dicembre 1994 al giugno 1997. Durante questo periodo condusse, tra gli altri incarichi, la Presidenza irlandese dell'Unione europea, durante la quale furono portati a termine i negoziati sul Patto di stabilità e crescita.
Nel 2001, si dimise da capo del partito. Rimase membro del parlamento, rappresentandolo nella Convenzione europea. Nel 2004 si dimise dal mandato del deputato. Da dicembre 2004 a ottobre 2009 fu ambasciatore dell'Unione europea negli Stati Uniti.

## Vita privata
Si sposò nel 1978 con Finola Bruton ed ebbe quattro figli. Era il fratello del politico Richard Bruton.